# Odprężenie seksualne
Odprężenie seksualne – ostatnia faza stosunku płciowego, występująca zaraz po zaspokojeniu seksualnym.
U mężczyzn członek, jądra, moszna i sutki szybko powracają do stanu normalnego. Wszyscy mężczyźni wchodzą w okres refrakcyjny, w którym wytrysk jest niemożliwy. Czas trwania tego okresu jest zróżnicowany i waha się od kilku minut do nawet jednego dnia.
U kobiet łechtaczka po kilku sekundach powraca do pierwotnej pozycji, ale dopiero po kilku minutach zmniejsza się do wielkości sprzed stosunku. Pochwa kurczy się, a macica i jej szyjka powracają do początkowych pozycji. Również piersi i sutki przyjmują normalną wielkość i kształt.